# Hinrich Enderlein
Hinrich Enderlein (* 9. Mai 1941 in Luckenwalde) ist ein deutscher ehemaliger Politiker der FDP. Er war von 1972 bis 1988 Mitglied des Landtages von Baden-Württemberg, dort 1985 bis 1988 Vorsitzender der FDP/DVP-Fraktion. Von 1990 bis 1994 war er Minister für Wissenschaft, Forschung und Kultur von Brandenburg, anschließend bis 1999 Landesvorsitzender der FDP Brandenburg.

## Leben
Enderleins Familie verließ Brandenburg noch vor Ende des Zweiten Weltkriegs. Er besuchte Schulen in Bad Soden am Taunus, Hamburg und Gummersbach (Rheinland). Nach Abitur und Wehrdienst studierte er von 1962 bis 1967 an den Universitäten Marburg und Tübingen Geschichts- und Politikwissenschaften sowie Slawistik. 1968/69 absolvierte er einen Studienaufenthalt in der Sowjetunion. Zwischen 1970 und 1973 arbeitete er als wissenschaftlicher Assistent am Tübinger Osteuropa-Institut.
Enderlein war von 1994 bis 1997 in leitender Funktion bei der Unternehmensgruppe Roland Ernst angestellt und war danach einige Jahre Geschäftsführer der Technologie-GmbH Semicon in Teltow.

## Politik
Enderlein trat 1969 der FDP bei und gehörte deren linksliberalem Flügel an. Im Jahre 1972 wurde er in den Landtag von Baden-Württemberg gewählt, dem er für den Wahlkreis Tübingen in vier Legislaturperioden bis 1988 angehörte. Von 1974 bis 1984 war er stellvertretender Landesvorsitzender der FDP Baden-Württemberg, 1976 bis 1984 stellvertretender Fraktionsvorsitzender und 1985 bis 1988 Vorsitzender der FDP/DVP-Landtagsfraktion.
Nach der deutschen Wiedervereinigung wechselte er in das wiedererrichtete Land Brandenburg und wurde dort am 1. November 1990 von Manfred Stolpe (SPD) zum Minister für Wissenschaft, Forschung und Kultur berufen. Dieses Amt hatte er bis 1994 inne. Er zeichnete für den Aufbau der Wissenschaftslandschaft in Brandenburg verantwortlich und gründete drei Universitäten, fünf Fachhochschulen und eine Reihe von außeruniversitären Instituten.
Als Spitzenkandidat der FDP gelang ihm der Wiedereinzug der Partei in den Landtag 1994 nicht, die Partei erhielt nur 2,2 Prozent der Stimmen. Nach der verlorenen Landtagswahl übernahm er von Detlev Paepke den Landesvorsitz der FDP. Auch bei der Landtagswahl 1999 war Enderlein Spitzenkandidat seiner Partei, die FDP scheiterte mit 1,9 Prozent erneut am Landtagseinzug. Anschließend trat er gemeinsam mit dem restlichen Landesvorstand zurück. Von 1994 bis 2006 war er Vorsitzender des Hörfunkrates des Deutschlandradios. Enderlein wurde 2006 zum Ehrenvorsitzenden der FDP Brandenburg gewählt.

## Sonstiges
Enderlein ist u. a. Vorsitzender des Brandenburgischen Kulturbundes und des Trägervereins des Kleistmuseums in Frankfurt (Oder). In den Jahren 2001 bis 2017 war er Vorsitzender des Verbandes der Musik- und Kunstschulen Brandenburg e. V. und bekleidet hier seit 2017 den Ehrenvorsitz. Er gehörte seit 1999 dem Kuratorium der Friedrich-Naumann-Stiftung für die Freiheit an. Außerdem war er von 2015 bis 2019 Vorsitzender des Auswahlausschusses der Begabtenförderung der Stiftung.
Er lebt in Kleinmachnow und ist Vater von drei Kindern, darunter des Politikwissenschaftlers Henrik Enderlein (1974–2021).

## Auszeichnungen
- 1993 Ehrendoktorwürde der Universität Lund
- 2006 Bundesverdienstkreuz I. Klasse[3]
- 2010 Verdienstorden des Landes Brandenburg
- 2011 Ehrensenator der Brandenburgischen Technischen Universität Cottbus

## Veröffentlichungen
- mit Horst Bethge und Richard Bünemann: Die Zerstörung der Demokratie durch Berufsverbote. Pahl-Rugenstein, Köln 1982, ISBN 3-7609-0212-X.
- Hinrich Enderlein: Die Re-Integration ost- und westdeutscher Wissenschaft am Beispiel Brandenburgs. Ein politischer Erfahrungsbericht. Hrsg.: Wolfgang Hempel, Helmut Knüppel, Julius H. Schoeps. Verlag für Berlin-Brandenburg, Berlin 2006, DNB 1129876500 (kobv.de [PDF] Sonderdruck aus: Die Kunst des Vernetzens, Festschrift für Wolfgang Hempel).